# Aphrastura
Aphrastura là một chi chim thuộc họ Furnariidae.

## Các loài
Chúng có các loài sau:
- Aphrastura masafuerae
- Aphrastura spinicauda
- Aphrastura subantarctica[1]